# Thomas Schippers
Thomas Schippers (9 de Março de 1930 - 16 de Dezembro de 1977) foi um maestro estadunidense.

## Biografia
De ascendência holandesa e filho de um empresário, proprietário de uma grande loja de eletrodomésticos, Schippers nasceu em Kalamazoo, Michigan. Começou a tocar piano com apenas quatro anos de idade. Após graduar-se na escola com treze anos de idade, ele entrou no Instituto Curtis e na Escola de Juilliard.
Schippers fez sua estréia na Ópera da Cidade de Nova Iorque com apenas vinte e um anos e no Metropolitan Opera com vinte e três anos. Schippers também conduziu estréias mundiais de Gian Carlo Menotti e Samuel Barber. Schippers conduziu em todas as grandes casas de óperas dos Estados Unidos e da Europa.
Schippers foi um maestro regular na Filarmônica de Nova Iorque e da Orquestra Sinfônica de Chicago. Em 1970 ela tomou uma posição principal na Orquestra Sinfônica de Cincinnati, sucedendo seu antecessor no Metropolitan Opera, Max Rudolf.
Schippers fez crescer a reputação nacional e internacional da Orquestra Sinfônica de Cincinnati, mas sua carreira na orquestra foi interrompida por sua morte, graças a um câncer de pulmão aos quarenta e sete anos em 1977, na cidade de Nova Iorque.
Durante a década de 1970 ele também atuou como maestro principal da Orquestra da Academia Nacional de Santa Cecília. Ele fez muitas gravações de óperas nesse período, muitas delas com performances ao vivo.

### Vida Pessoal
Embora Schippers fosse gay, ele casou-se em 1965 com Elaine Lane Phipps (1939 - 1973). Uma herdeira de transportes marítmos e filha do notório jogador de pólo estadunidense, Michael Grace Phipps. Ela morreu de câncer em 1973. Schippers morreu da mesma doença quatro anos mais tarde.
De acordo com o professor doutor, escritor e estudioso de ópera John Louis DiGaetani, Schippers teve uma relação amorosa com o compositor Gian Carlo Menotti.[carece de fontes?] A biografia de Leonard Bernstein afirmou que Bernstein e Schippers também foram intimamente ligados.[carece de fontes?]